# 夏姆熱納河
60°02′16″N 40°45′25″E / 60.03778°N 40.75694°E
夏姆熱納河（羅馬化：Syamzhena），是俄羅斯的河流，位於該國西北部沃洛格達州，屬於庫別納河的左支流，流經索科爾區和夏姆扎區，河道全長117公里，流域面積1,930平方公里。